# Lapinjärvi (sjö i Mellersta Finland)
Lapinjärvi är en sjö i Finland. Den ligger i kommunen Laukas i landskapet Mellersta Finland, i den södra delen av landet, 240 km norr om huvudstaden Helsingfors. Lapinjärvi ligger 89 meter över havet. I omgivningarna runt Lapinjärvi växer i huvudsak blandskog. Den är 0,9 meter djup. Arean är 63,4 hektar och strandlinjen är 4,41 kilometer lång. Sjön  ingår i Kymmene älvs huvudavrinningsområde. 
I övrigt finns följande i Lapinjärvi:
- Simonluoto (en ö)